# Степное (Шахтёрский район)
Степное (укр. Степне) — посёлок в Шахтёрском районе Донецкой области Украины. Под контролем Донецкой Народной Республики. Население по переписи 2001 года составляло 18 человек.